# Liste der U-Bahnhöfe in Deutschland
Die (unvollständige) Liste der U-Bahnhöfe in Deutschland ist nach Bundesland untergliedert. Die Listen sind nach Städten geordnet. Zu finden sind in Deutschland U-Straßenbahnen, U-Bahnen und Stadtbahnen mit Tunnelabschnitten. Nicht zugerechnet werden hier unterirdische Bahnhöfe für S-Bahnen und Fernverkehrsbahnen. 

## Liste

### Baden-Württemberg
- Stadtbahn Karlsruhe und Straßenbahn Karlsruhe: Durlacher Tor, Kronenplatz, Marktplatz, Europaplatz, Ettlinger Tor, Kongresszentrum
- Straßenbahn Mannheim: Dalbergstraße
- Stadtbahn Stuttgart: siehe Liste

### Bayern
- U-Bahn München: siehe Liste
- U-Bahn Nürnberg: siehe Liste

### Berlin
- U-Bahn Berlin: siehe Liste

### Hamburg
- U-Bahn Hamburg: siehe Liste

### Hessen
- U-Bahn Frankfurt: siehe Liste

### Mecklenburg-Vorpommern
- Straßenbahn Rostock: Hauptbahnhof

### Niedersachsen
- Stadtbahn Hannover: siehe Liste

### Nordrhein-Westfalen
- Stadtbahn Bielefeld: siehe Liste
- Stadtbahn Rhein-Ruhr:
  - Stadtbahn Bochum:
    - U-Bahnhöfe in Bochum und Herne
    - U-Bahnhöfe in Gelsenkirchen

  - Stadtbahn Dortmund: siehe Liste
  - Stadtbahn Düsseldorf: siehe Liste
  - Stadtbahn Duisburg: siehe Liste
  - Stadtbahn Essen: siehe Liste
  - Stadtbahn Mülheim: siehe Liste
- Stadtbahn Rhein-Sieg:
  - Stadtbahn Bonn: siehe Liste
  - Stadtbahn Köln: siehe Liste

### Rheinland-Pfalz
- Straßenbahn Ludwigshafen: Rathaus, Hauptbahnhof, Hemshofstraße